# 商滿生
商滿生（1903年10月30日—？），是台灣民主運動的先行者，自日治時期起即從事台灣民主運動。

## 家庭背景
商家是府城望族，早年擁有鹽、麵粉、糖等專賣權。

## 生平
商滿生在1903年10月30日出生於台南，台南舊城區望族。
商滿生在日本留學期間認識來自嘉義的吳月珠，年輕的吳月珠因父母不同意她繼續升學，在開明的大哥的資助下，她瞞著父母隻身坐船來到東京工作、1929年就讀「東洋女齒科專門學校」，在商滿生積極從事參與社會運動時成為情侶，1933年二人返台結婚，商滿生投資多間農產公司並持續資助社會運動，吳月珠則成為台南第一位女性齒科醫師。

### 學經歷

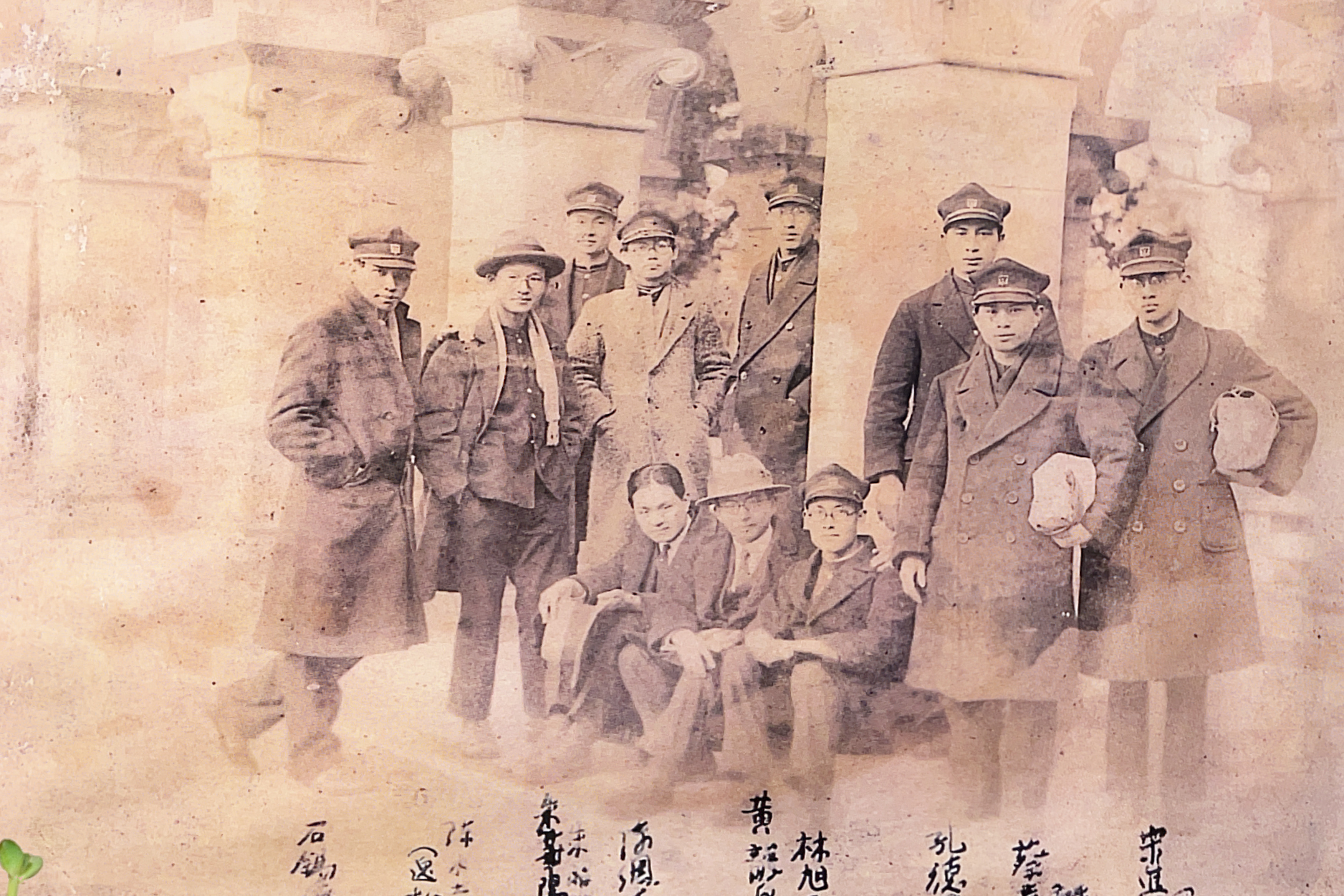
商滿生與東京帝國大學同學攝於1929年

商滿生在台灣就讀台南一中，後來到日本名古屋讀第八高等學校，再考進千葉大學醫科，有感於台灣是個農業社會而農民受到殖民政府的壓迫與剝削，於是決定轉學到東京帝國大學農業經濟科，東京讀大學時參加東京台灣青年會。
1930年3月對東京帝國大學農業部畢業以後、入合資會社永和商行、有做到臺南支店長。
1940年11月閣兼國益食料工業株式會社常務取締役。
1942年當選臺南商工會議所議員。

### 社會運動
1. 1926年留日期間與楊逵、楊雲萍、高天成等人共組台灣新文化協會（後改為東京台灣青年社會科學研究部），回台後曾任人民導報台南支局長、南英商職校長、候補市參議員等，介入台灣社會政治民主運動。[3]商滿生參與發起『台灣新文化協會』，擔任『社會科學研究部』召集人，它其實就是台灣共產黨的前身，台共是第一個主張『台灣獨立』的政黨。1927年『社會科學研究部』掌握了『東京台灣青年會』，商滿生是11名理事之一。」[4]
2. 1927年商滿生當選台灣東京青年會理事，主張社會主義的青年掌握了台灣最重要的學生運動組織「台灣東京青年會」，在台灣島內，連溫卿掌握「台灣文化協會」，台灣的民族自決與社會運動路線左、右分裂，蔣渭水成立「台灣民眾黨」，但這些不同路線的社會政治運動不久就遭到日本帝國主義的壓制和瓦解，1931年台灣民眾黨解散、台灣文化協會不能再公開演講就是個指標，所有社會運動都潛伏到地下，一直到1945年日本戰敗再次浮出枱面。[5]
3. 1946年，蔣渭川延續蔣渭水「台灣民眾黨」，成立「台灣省政治建設協會」（因為那時國民政府嚴禁人民成立政黨），商滿生擔任台南分會理事，連他哥哥商贊生也找來一起當理事，並擔任《人民導報》台南支局長，還在同一年擔任南英商職校長。[4]
4. 商滿生是第1批台獨人士，228事件之後，當時身為南英商職校長的他，率領學生向政府示威遊行，和湯德章、莊孟侯等人以暴動首謀被逮捕，家族變賣家產以金條疏通，4年後順利返家，並受邀擔任光華中學校長。[3][1][4]

## 後代

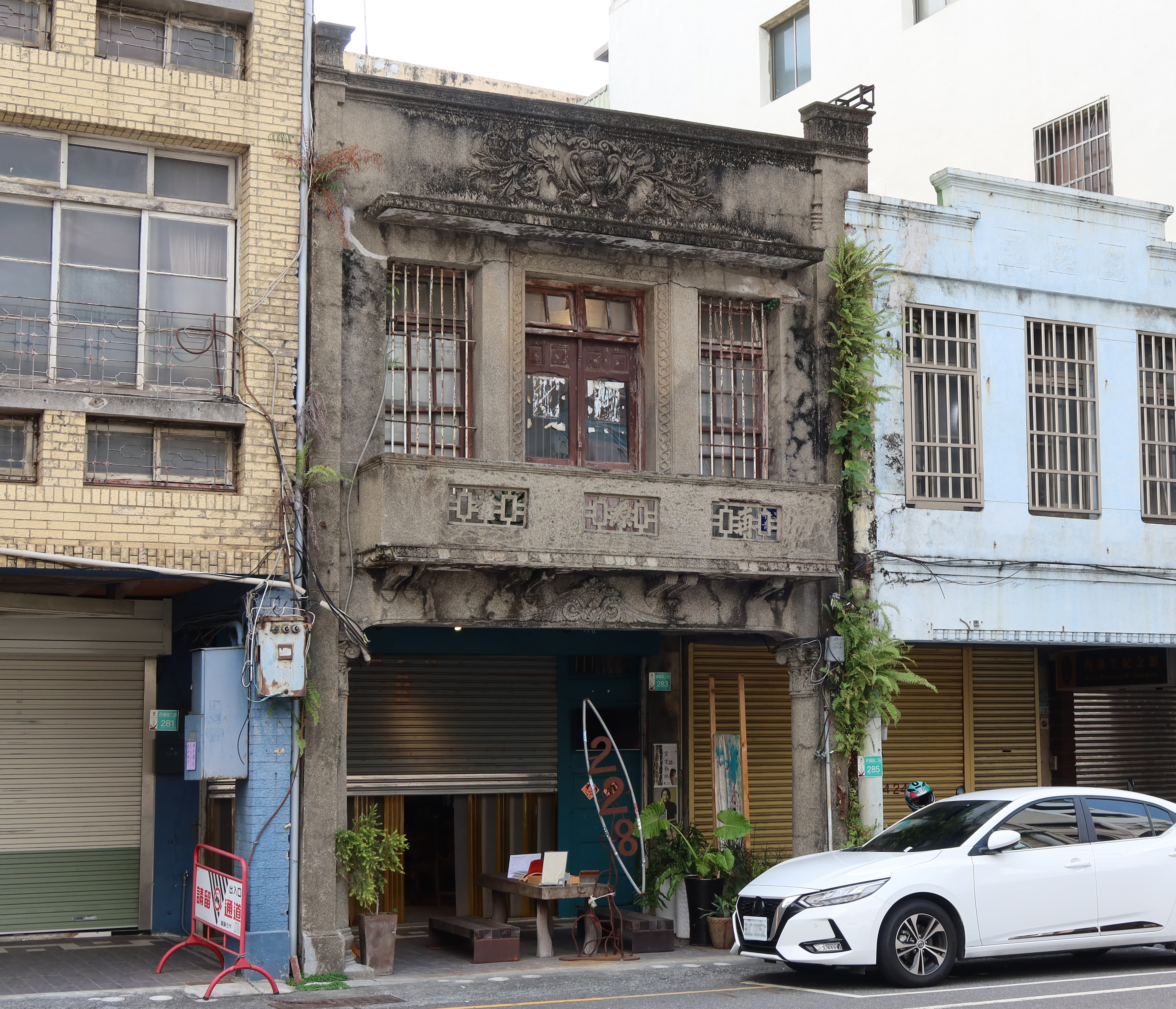
商滿生紀念館

孫女商毓芳2022年6月12日於台南市民權路上，一間立面優美的老屋被稍作整理後，設立「商滿生紀念館」並正式開幕。